# Jörgen Dicander
Jörgen Dicander, född 21 november 1936 i Stora Tuna församling är en svensk författare, forskare, poet, dramatiker, musiker och kompositör.

## Biografi
Jörgen Dicander har varit yrkesverksam som kyrkoherde, men har blivit känd för sina kulturella aktiviteter, bland annat inom den svenska folkmusiken och genom studier av författare som Dan Andersson, Rune Lindström och Gösta Gustaf-Janson.
Han fick 2014 Dan Andersson priset.